# James Stuart-Wortley-Mackenzie
James Archibald Stuart, plus tard, Stuart-Wortley-Mackenzie (19 septembre 1747 – 1er mars 1818), est homme politique et militaire britannique qui est le deuxième fils de John Stuart (3e comte de Bute) et de son épouse Marie Montagu, la comtesse de Bute.

## Biographie
Le 8 juin 1767, il épouse Margaret Cunynghame, fille de Sir David Cunynghame, 3e baronnet, et ils ont cinq enfants :
- John Stuart-Wortley (1773-1797)
- James Stuart-Wortley (1er baron Wharncliffe) (1776-1845)
- Marie Stuart-Wortley (d. 9 mars 1855), mariée le 1er juin 1813 à William Dundas (d. 1845)
- Louisa Harcourt Stuart-Wortley (octobre 1781 – 31 janvier 1848), mariée à Londres le 22 juin 1801 à George Percy, plus tard duc de Northumberland
- George Stuart-Wortley (1783-1813)

Il est colonel dans la milice du Bedfordshire et lève le 92e régiment d'infanterie en 1779, dont il est nommé lieutenant-colonel commandant. Il l'amène dans les Indes occidentales en 1780, et connait des problèmes de santé. Il retourne en Angleterre en 1783, et le régiment est dissous, à la suite du traité de Paris. 
À la mort de sa mère, en 1794, il hérite des propriétés de la famille Wortley, et prend le nom de famille le 17 janvier 1795. En 1800, il ajoute le nom de Mackenzie, quand il succède à son oncle James Stuart-Mackenzie.